# Nižný Lánec
Nižný Lánec (en allemand : Unterlanz, Lanzdorf; en hongrois : Alsólánc) est un village de Slovaquie situé dans la région de Košice.

## Histoire
Première mention écrite du village en 1268.
Jusqu'au Traité du Trianon de 1920, le village s'appelait Alsólánc et se trouvait dans le comitat d'Abaúj-Torna.
La localité fut annexée par la Hongrie après le premier arbitrage de Vienne le 2 novembre 1938. En 1938, on comptait 340 habitants dont 1 d'origines juives. Elle faisait partie du district de Cserhát-Encs (hongrois : Cserhát-Encsi járás). Le nom de la localité avant la Seconde Guerre mondiale était Nižní Lánc/Alsó-Lánc. Durant la période 1938 - 1945, le nom hongrois Alsólánc était d'usage. À la libération, la commune a été réintégrée dans la Tchécoslovaquie reconstituée.

## Démographie

### Évolution de la population
| Année:               | 1994. | 2004.   | 2014.   | 2024.   |
| -------------------- | ----- | ------- | ------- | ------- |
| Nombre de personnes: | 394   | 417     | 443     | 471     |
| Différence:          |       | +5,83 % | +6,23 % | +6,32 % |

| Année:               | 2023. | 2024.   |
| -------------------- | ----- | ------- |
| Nombre de personnes: | 469   | 471     |
| Différence:          |       | +0,42 % |